# Vesperopterylus
Vesperopterylus is een geslacht van uitgestorven basale pterosauriërs dat leefde tijdens het Vroeg-Krijt in het gebied van het huidige China.

## Vondst en naamgeving
Bij Lamadong in de prefectuur Jianchang in de provincie Liaoning werd het fossiel gevonden van een kleine pterosauriër.
In 2017 werd de typesoort Vesperopterylus lamadongensis benoemd en beschreven door Lü Junchang, Meng Qingjin, Wang Baopeng, Liu Di, Shen Caizhi en Zhang Yuguang. De geslachtsnaam is afgeleid van het Latijn vesper, 'avond'. In eerste instantie werd elektronisch zowel de naam 'Versperopterylus' als 'Vesperopterylus' in het artikel opgenomen. In tweede instantie werd een keuze gemaakt voor de correcte afleiding. Die optie was er niet voor de tweede helft van de naam. Bedoeld werd die 'vleugel' te laten betekenen, wat 'pteryx' had moeten opleveren en dus voor de naam als geheel 'Vesperopteryx'. Het '~pterylus' is daar een verhaspeling van, onder invloed van ~dactylus, hoewel het met veel goede wil ook als een verkleinwoord kan worden opgevat, toepasselijk gezien het kleine formaat van het dier. De soortaanduiding verwijst naar de herkomst bij Lamadong.
Het holotype BMNHC-PH-001311 is gevonden in een laag van de Jiufotangformatie die wellicht stamt uit het Aptien, ongeveer 120 miljoen jaar oud. Het bestaat uit een vrijwel compleet skelet met schedel platgedrukt op een plaat. Het skelet ligt gedeeltelijk in verband. Het specimen maakt deel uit van de collectie van het Beijing Museum of Natural History. Het betreft in ieder geval geen jong dier gezien de mate van verbening.

## Beschrijving

### Grootte en onderscheidende kenmerken
De spanwijdte van Vesperopterylus is in 2017 geschat op één meter.
De beschrijvers wisten enkele onderscheidende kenmerken vast te stellen. De schedel is relatief kleiner, in verhouding dus tot de romp, dan die van andere anurognathiden. De lengte van voor naar achter van de schedel bedraagt 79,1% van de breedte overdwars. Het achterdeel van de schedel is afgerond. De voorkant van de onderkaken is overdwars verbreed. De onderkaak heeft achteraan geen duidelijk coronoïde uitsteeksel op de bovenrand. De halswervels hebben een postexapofyse, een verlenging naar achteren van het wervellichaam. Het aantal staartwervels bedraagt maximaal vijftien. Het eerste tot en met derde middenhandsbeen zijn even lang. Het dijbeen heeft op de top van de trochanter major een opvallende naar voren uitstekende bult. Het vierde middenvoetsbeen is korter dan het eerste tot en met derde middenvoetsbeen. Het ravenbeksbeen is iets korter dan het schouderblad. Het opperarmbeen, het derde kootje van de vleugelvinger en het scheenbeen zijn ongeveer even lang. Het vierde middenhandsbeen heeft 36% van de lengte van het opperarmbeen. Op achterkant van de vleugelvinger bevinden zich duidelijk groeven die reiken van het eerste kootje tot op het derde kootje. De eerste teen is opponeerbaar.

### Skelet
De kop van Vesperopterylus heet hetzelfde ronde profiel als bij andere anurognathiden maar is een derde korter. De praemaxilla en het bovenkaaksbeen zijn staafvormig. Hun tanden zijn kort, recht en stomp. Het zijn er minstens acht, naar schatting twaalf.
De halswervels hebben een dubbele kiel aan de onderzijde en bovenop hoge plaatvormige doornuitsteeksels. Er zijn minstens veertien ruggenwervels. De derde rib is het breedst, de zevende het langst. De staart heeft minstens dertien wervels, naar schatting vijftien. De staart is met eenendertig millimeter de kortste van enige Aziatische anurognathide. De laatste staartwervel eindigt in een punt.
Het licht holle schouderblad is wat korter dan het rechte ravenbeksbeen. Het opperarmbeen is recht met een kleine deltopectorale kam die een rechte buitenrand heeft. Het heeft geen pneumatische opening aan de bovenzijde. Een bovenste carpale zit tegen de ellepijp aan. Er zijn twee onvergroeide onderste carpalia. Het pteroïde, de ondersteuning voor de huidflap tussen vleugel en nek, heeft een verbreed knopvormig binnenste uiteinde. In ieder geval de eerste handklauw is lang, dun, hoog en scherp; de overige zijn niet bewaard. De vingerkootjes van de vleugelvinger nemen naar buiten toe in lengte af. Het vierde is erg kort en recht in plaats van gebogen zoals bij andere anurognathiden.
Het darmbeen heeft een lang smal voorblad ter lengte van vier wervels. Het vijfde middenvoetsbeen is kort en breed. De voetklauwen zijn lang en scherp. Bij het fossiel is de punt van de klauw van de eerste rechterteen tegenover die van de andere tenen gericht. Dit is de reden om aan te nemen dat de voet grijpend was. De situatie is in ieder geval niet die van vogels met een grijpende teen. Het eerste middenvoetsbeen is niet sterk verkort, niet gewrongen en ook niet aan de achterzijde van het tweede middenvoetsbeen geplaatst. Bij het fossiel is het over de voorkant/bovenkant van het tweede middenvoetsbeen geschoven en daarbij een achtste slag naar binnen gedraaid wat bij de compressie op de plaat de klauw tegenover de andere richtte. Of dit de normale toestand was, kan niet aan de hand van de linkervoet gecontroleerd worden wegens beschadigingen.

## Fylogenie
Vesperopterylus is in de Anurognathidae geplaatst. Een cladistische analyse had tot uitkomst dat de anurognathiden de zustergroep waren van alle andere pterosauriërs en dus de meest basale tak. Binnen die tak was Vesperopterylus dan weer de meest basale soort. Dat is des te opmerkelijker daar Vesperopterylus de enige bekende anurognathide uit het Krijt is en dus de jongste bekende soort in de groep.

## Levenswijze
Uit de opponeerbare eerste teen leidden de beschrijvers af dat Vesperopterylus een boombewoner was. Het dier zou zich met de voet aan takken vastgegrepen hebben. Verder at het net als andere anurognathiden vermoedelijk insecten.